# Hussolansaari
Hussolansaari är en ö i Finland. Den ligger i sjön Maaninkajärvi och i kommunen Kuopio i den ekonomiska regionen  Kuopio ekonomiska region  och landskapet Norra Savolax, i den centrala delen av landet, 300 km norr om huvudstaden Helsingfors. Öns area är 42,6 hektar och dess största längd är 1 kilometer i sydöst-nordvästlig riktning.